# Formel-1-Weltmeisterschaft 2016

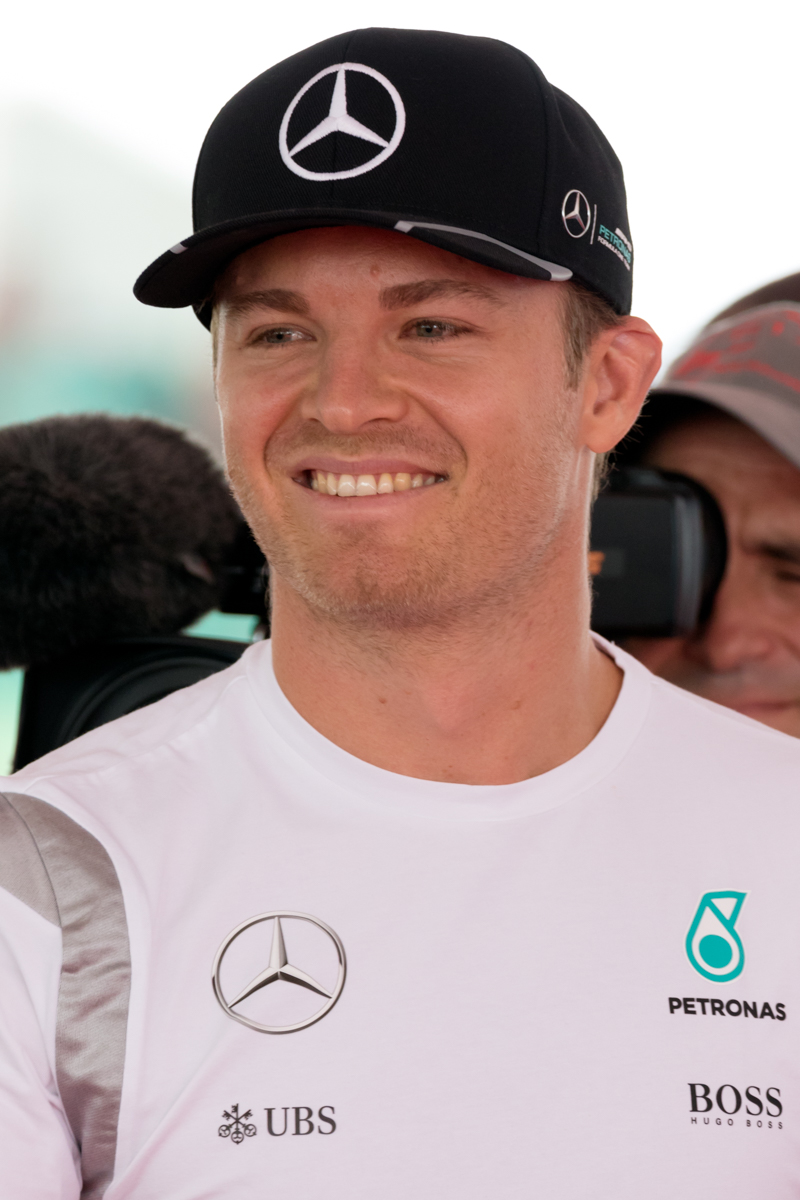
Weltmeister Nico Rosberg

Die Formel-1-Weltmeisterschaft 2016 war die 67. Saison der Formel-1-Weltmeisterschaft und umfasste 21 Grands Prix. Sie begann am 20. März im australischen Melbourne und endete am 27. November auf der Yas-Insel vor Abu Dhabi. Dort wurde der Deutsche Nico Rosberg zum einzigen Mal Fahrerweltmeister. Die Konstrukteurs-Weltmeisterschaft gewann zum dritten Mal in Folge Mercedes.

## Änderungen 2016

### Rennstrecken
Der Große Preis von Deutschland kehrte in den Rennkalender zurück, nach einem Jahr Pause wurde wieder ein Rennen auf dem Hockenheimring Baden-Württemberg ausgetragen. Ebenfalls kehrte der Große Preis von Europa in den Kalender zurück. Erstmals fand er in Aserbaidschan statt, das geographisch zu Vorderasien gehört. Das Rennen wurde in der Hauptstadt Baku auf dem neuen Baku City Circuit ausgetragen.
Außerdem änderten sich zwei Termine. Der bisher zu Beginn der Saison ausgetragene Große Preis von Malaysia wechselte in die zweite Saisonhälfte, der Große Preis von Russland wechselte vom Ende an den Anfang der europäischen Rennen.

### Technisches Reglement
Alle Fahrzeuge mussten mit bis zu zwei zusätzlichen Auspuffrohren ausgestattet sein, durch die die Abgase des Wastegate des Turboladers strömten. Hiermit sollte die geringere Lautstärke der 2014 eingeführten Turbomotoren erhöht werden, ohne dass die Leistung oder der Schadstoffausstoß der Motoren beeinflusst wurden. Im Gegensatz zum normalen Auspuffrohr war die Position der Wastegate-Auspuffrohre nicht reglementseitig festgelegt, so dass diese auch für aerodynamische Zwecke benutzt werden durften.
Die Seitenwände für den Cockpitschutz wurden zwei Zentimeter höher gezogen als im Vorjahr und überstanden dadurch strengere Crashtests.
Ein Motorenhersteller sollte nach ursprünglicher Planung sämtliche Teams nur noch mit einer einzigen Antriebsspezifikation ausrüsten dürfen. Damit wäre sowohl der Einsatz von Vorjahresmotoren, wie bei Manor im Jahr 2015, als auch der exklusive Einsatz von weiterentwickelten Motoren beim Werksteam des Motorenherstellers, wie bei Mercedes und Ferrari, verhindert worden. Der FIA-Weltrat entschied jedoch in seiner Sitzung am 2. Dezember 2015, Neuhomologationen von Antrieben aus dem Vorjahr zu ermöglichen.
Die Motorenhersteller durften in einem gewissen Rahmen Konstruktionsänderungen an den Antriebseinheiten vornehmen. Hierzu wurden den einzelnen Bestandteilen der Antriebseinheit sogenannte Token zugeordnet, die Summe aller Token betrug 66. Jeder Hersteller durfte 32 Token für Modifikationen zur Saison 2016 verwenden, dies entsprach rund 48 Prozent der gesamten Antriebseinheit, die überarbeitet werden durfte. Ursprünglich war für das Jahr 2016 eine Reduzierung auf 25 Token geplant, diese wurde aber verworfen, um den Motorenherstellern mehr Freiräume bei der Weiterentwicklung zu geben. Auch die Einfrierung der Weiterentwicklung mehrerer Einzelkomponenten der Motoren, die zur Saison in Kraft treten sollte, wurde aufgehoben.
Im Rahmen des Großen Preises von Australien gab die FIA bekannt, dass Ferrari neun, Mercedes 13, Honda 14 und Renault 25 Token bis zum Saisonauftakt ungenutzt ließen.
Ferrari wurde, genau wie Mercedes zuvor, gestattet, ein viertes Team mit Motoren zu beliefern. Reglementseitig waren maximal drei Teams erlaubt.
Auch bei Testfahrten mussten die Fahrzeuge jederzeit dem technischen Reglement entsprechen.
Die Kontrollmechanismen der FIA für die Nutzung von Windkanälen und CFD-Berechnungen der Teams wurden verbessert.
Reifenlieferant Pirelli stellte nun drei Reifenmischungen pro Rennwochenende bereit, wovon ein Fahrer im Rennen weiterhin zwei verschiedene Mischungen verwenden musste. Außerdem bekamen sämtliche Fahrer einen zusätzlichen Satz der weichsten Reifenmischung für den letzten Qualifying-Abschnitt zur Verfügung gestellt, der verwendet werden musste. Die Anzahl der Reifensätze pro Mischung durfte jedes Team selbst festlegen, insgesamt gab es 13 Sätze pro Fahrer, von jeder Reifenmischung musste mindestens ein Reifensatz gewählt werden. Die Reifenwahl für den jeweiligen Grand Prix außerhalb von Europa musste 14 Wochen vor dem Rennen übermittelt werden. Für alle Grands Prix in Europa genügte es, die Reifenwahl acht Wochen im Voraus zu übermitteln. Wenn die Frist versäumt wurde, entschied die FIA über die Reifenwahl.

### Sportliches Reglement
Die Strafen für den unplanmäßigen Wechsel von Motoren oder Getrieben wurden überarbeitet. Fand der Wechsel vor einem Qualifying statt, so war die Laufleistung der ausgetauschten Teile für die Höhe der Strafe maßgeblich. Falls ein Wechsel erst nach dem Qualifying stattfand, dann entschied der Zeitpunkt der Meldung des Austauschs bei der FIA über die Reihenfolge der Startaufstellung.
Falls ein Fahrer einen Startabbruch verursachte, musste er das Rennen nun aus der Boxengasse aufnehmen, unabhängig davon, ob er die Einführungsrunde bestritten hat oder nicht. Die gleiche Regelung galt für Rennunterbrechungen und für Fahrer, die mit ihren Fahrzeugen zurück zur Box gefahren waren.
Die Anzahl der Rennen pro Jahr wurde im Oktober 2015 auf mindestens acht und maximal 20 festgelegt. Dies widersprach jedoch dem zu diesem Zeitpunkt veröffentlichten Rennkalender, der 21 Rennen vorsah. Die Maximalanzahl wurde im Dezember 2015 vom FIA-Weltrat auf 21 erhöht.
Das Virtuelle Safety-Car (VSC) konnte nun auch im freien Training eingesetzt werden. Außerdem wurde das DRS nach dem Ende einer virtuellen Safety-Car-Phase im Rennen sofort freigegeben.
Der Funkverkehr wurde deutlich eingeschränkt. Die Fahrer durften über ein Problem ihres Wagens informiert werden, wenn ein Rennausfall drohte, Angaben zu technischen Einstellungen wurden verboten. Auch ein Boxenstopp durfte nur dann angekündigt werden, wenn er in der gleichen Runde erfolgte. Runden- und Sektorzeiten sowie die Reifenwahl von Konkurrenten sowie die eigene Reifenwahl beim folgenden Boxenstopp, und im Qualifying sogar die Abstände zum Vordermann durften ebenfalls nicht mehr übermittelt werden. Auch Hinweise auf das Einhalten der Streckenbegrenzung und die Anzahl der verbleibenden Runden waren verboten. Da mehrere Fahrer und Teamfunktionäre beklagten, dass die Einschränkungen zu weit gingen, lockerte die FIA die Beschränkungen am Morgen vor dem Großen Preis von Australien: Sowohl über die Boxenstopps und die Reifenwahl, auch die der Konkurrenten, durfte nun doch gesprochen werden.
Gut zwei Wochen vor Saisonbeginn beschloss der FIA-Weltrat, das Qualifyingformat zu überarbeiten. Nach wie vor wurde das Qualifying in drei Abschnitte unterteilt. Der erste Abschnitt (Q1) dauerte 16 Minuten. Nach sieben Minuten schied der langsamste Fahrer aus, wobei bei Ablauf der Zeit angefangene Runden nicht mehr gewertet werden durften. In Abständen von jeweils 90 Sekunden schieden anschließend weitere Fahrer aus, bis noch 15 Piloten übrig blieben. Diese bestritten dann den 15 Minuten langen, zweiten Qualifying-Abschnitt (Q2), wo nach sechs Minuten erneut Fahrer in Abständen von jeweils 90 Sekunden ausschieden. Im letzten Abschnitt (Q3), der 14 Minuten dauerte, traten die verbliebenen acht Fahrer gegeneinander an, auch hier schieden nach fünf Minuten die Fahrer in Intervallen von jeweils 90 Sekunden aus, bis 90 Sekunden vor dem Ende nur noch die beiden erstplatzierten Piloten übrig waren. Zunächst hatte Bernie Ecclestone eine Einführung des geänderten Qualifyingformats vor dem Großen Preis von Spanien Mitte Mai 2016 ausgeschlossen, da die benötigte Software nicht rechtzeitig entwickelt werden könne.
Nachdem sich das Qualifyingformat beim Saisonauftakt nach Meinung von Fahrern, Teamchefs, Medienvertretern und Fans als ungeeignet herausgestellt hatte, entschieden die Teamverantwortlichen noch vor dem Rennstart einstimmig, der Formel-1-Kommission zu empfehlen, ab dem Großen Preis von Bahrain wieder das Qualifyingformat der Vorsaison zu verwenden. Diese entschied am 24. März 2016 jedoch, das Qualifyingformat vorerst nicht zu verändern.
Nach dem Großen Preis von Bahrain sollte den Teams ein anderes Qualifyingformat zur Abstimmung gestellt werden, bei dem wieder nach den Regeln der Saison 2015 gefahren werden sollte. Jedoch sollten die beiden schnellsten Rundenzeiten eines Fahrers in jedem Abschnitt addiert werden. Die FIA wollte somit den Fahrbetrieb in den einzelnen Qualifying-Segmenten erhöhen. Die Teams lehnten diesen Vorschlag jedoch geschlossen ab. FIA und FOM gaben nach und schlugen am 7. April 2016 dem FIA-Weltrat vor, ab dem Großen Preis von China zum Modus von 2015 zurückzukehren. Dieser stimmte dem Vorschlag am 11. April zu.

### Motorenlieferanten
Renault kündigte im September 2015 an, nicht mehr als Motorenlieferant für Formel-1-Teams zur Verfügung zu stehen. Trotzdem standen Red Bull Racing und die Scuderia Toro Rosso weiterhin bei Renault als Motorenkunden unter Vertrag.
Während Red Bull im Dezember 2015 bekanntgab, 2016 mit Renault-Motoren, jedoch unter dem Namen TAG Heuer, an den Start zu gehen, wechselte Toro Rosso den Motorenhersteller und erhielt Vorjahresmotoren von Ferrari.
Im Oktober 2015 bestätigte Mercedes, das Manor-Team, das 2015 noch den Ferrari 059/3 mit Entwicklungsstand von 2014 eingesetzt hatte, für die Saison 2016 mit aktuellen Motoren zu beliefern.

### Fahrer
Romain Grosjean wechselte nach vier Jahren bei Lotus zu Neuling Haas. Sein Teamkollege war Esteban Gutiérrez, der nach einem Jahr als Testfahrer der Scuderia Ferrari als Stammfahrer in die Formel 1 zurückkehrte.
Jolyon Palmer gab 2016 bei Renault sein Debüt als Formel-1-Rennfahrer. Der GP2-Meister von 2014 war 2015 Testfahrer bei Lotus. Sein Teamkollege war Kevin Magnussen, der 2015 für McLaren an einem Grand Prix teilgenommen hatte.
Bei Manor debütierten zwei Formel-1-Neulinge: Zum einen Pascal Wehrlein, der 2015 mit HWA die DTM gewann und Formel-1-Testfahrer bei Mercedes war, zum anderen Rio Haryanto, der 2015 mit Campos Vierter der GP2-Serie wurde. Haryanto war der erste indonesische Formel-1-Fahrer.
Der Meister der GP2-Serie 2016, Stoffel Vandoorne, debütierte beim Großen Preis von Bahrain als Vertretung für den verletzten Fernando Alonso bei McLaren.
Alexander Rossi, der 2015 fünf Rennen für Manor absolviert hatte, verließ die Formel 1 und wechselte in die IndyCar Series, in der er ein Stammcockpit bei Andretti Autosport erhielt.
Roberto Merhi und Will Stevens, die 2015 ebenfalls für Manor in der Formel 1 fuhren, wechselten in die FIA-Langstrecken-Weltmeisterschaft, in der sie für Manor Motorsport in der LMP2-Kategorie antraten.
Obwohl er einen gültigen Vertrag mit dem Lotus-Team besaß und bereits Mitte 2015 als Stammpilot für 2016 bestätigt wurde, gab Pastor Maldonado wenige Wochen vor Saisonbeginn über Twitter bekannt, die Saison 2016 nicht als Stammpilot für das Team zu bestreiten.
Nach dem Großen Preis von Russland entschieden Red Bull Racing und die Scuderia Toro Rosso, mit sofortiger Wirkung die Cockpits von Daniil Kwjat und Max Verstappen zu tauschen.
Nach dem Großen Preis von Deutschland verlor Haryanto sein Cockpit bei Manor, da es ihm nicht gelang, die vertraglich vereinbarten Sponsorengelder von 15 Millionen Euro für die gesamte Saison aufzutreiben. Sein Nachfolger wurde Esteban Ocon, der 2016 zuvor als Testfahrer für Mercedes und Renault aktiv war und für ART Grand Prix in der DTM fuhr. Ocon gewann im Vorjahr mit ART Grand Prix die GP3-Serie.

### Teams
Haas stieg mit Saisonbeginn in die Formel-1-Weltmeisterschaft ein. Damit nahm nach 29 Jahren Pause wieder ein US-amerikanisches Team an der Formel-1-Weltmeisterschaft teil, nachdem beim Großen Preis von Australien 1986 zuletzt ein Team Haas gemeldet war. Zwischen den beiden Haas-Rennställen bestand bis auf den Namen keine Verbindung: Das Team Haas aus den 1980er-Jahren gehörte dem Unternehmer Carl Haas, das Haas F1 Team wurde hingegen vom Unternehmer Gene Haas betrieben. Gene Haas ist ebenfalls Teilhaber des NASCAR-Teams Stewart Haas Racing.
Ein als Forza Rossa Racing bezeichnetes Team bemühte sich erfolglos um einen Start in der Saison 2016. Auf eine weitere Ausschreibung für zwei Plätze ab 2016 oder 2017 erhielt die FIA bis August 2015 zwei Bewerbungen, beide Bewerber erfüllten die festgelegten Kriterien für neue Teams jedoch nicht; die FIA brach daher die Ausschreibung ergebnislos ab.
Renault übernahm das seit mehreren Jahren in wirtschaftlichen Schwierigkeiten befindliche Lotus F1 Team und trat somit erstmals seit 2009 als Werksteam in der Formel-1-Weltmeisterschaft an. Das Team meldete unter dem Namen Renault Sport F1 Team.

## Teams und Fahrer
In der Übersicht werden alle Fahrer aufgeführt, die für die Saison 2016 mit dem Rennstall einen Vertrag als Stamm- oder Testfahrer abgeschlossen hatten. Die Teams sind nach der Konstrukteursweltmeisterschaft des Vorjahres geordnet.
| Bild                   | Team                          | Chassis                | Motor                       | Reifen | Nr. | Stammfahrer       | Rennen  | Test-/ Ersatzfahrer                               |
| ---------------------- | ----------------------------- | ---------------------- | --------------------------- | ------ | --- | ----------------- | ------- | ------------------------------------------------- |
| Mercedes F1 W07 Hybrid | Mercedes AMG Petronas F1 Team | Mercedes F1 W07 Hybrid | Mercedes-Benz PU106C Hybrid | P      | 44  | Lewis Hamilton    | 1–21    | Pascal Wehrlein                                   |
| Mercedes F1 W07 Hybrid | Mercedes AMG Petronas F1 Team | Mercedes F1 W07 Hybrid | Mercedes-Benz PU106C Hybrid | P      | 06  | Nico Rosberg      | 1–21    | Pascal Wehrlein                                   |
| Ferrari SF16-H         | Scuderia Ferrari              | Ferrari SF16-H         | Ferrari 059/5               | P      | 05  | Sebastian Vettel  | 1–21    | Marc Gené Davide Rigon Jean-Éric Vergne           |
| Ferrari SF16-H         | Scuderia Ferrari              | Ferrari SF16-H         | Ferrari 059/5               | P      | 07  | Kimi Räikkönen    | 1–21    | Marc Gené Davide Rigon Jean-Éric Vergne           |
| Williams FW38          | Williams Martini Racing       | Williams FW38          | Mercedes-Benz PU106C Hybrid | P      | 19  | Felipe Massa      | 1–21    | Alex Lynn Gary Paffett Paul di Resta Lance Stroll |
| Williams FW38          | Williams Martini Racing       | Williams FW38          | Mercedes-Benz PU106C Hybrid | P      | 77  | Valtteri Bottas   | 1–21    | Alex Lynn Gary Paffett Paul di Resta Lance Stroll |
| Red Bull RB12          | Red Bull Racing               | Red Bull RB12          | TAG Heuer (Renault R.E.16)  | P      | 03  | Daniel Ricciardo  | 1–21    | Sébastien Buemi Pierre Gasly                      |
| Red Bull RB12          | Red Bull Racing               | Red Bull RB12          | TAG Heuer (Renault R.E.16)  | P      | 26  | Daniil Kwjat      | 1–4     | Sébastien Buemi Pierre Gasly                      |
| Red Bull RB12          | Red Bull Racing               | Red Bull RB12          | TAG Heuer (Renault R.E.16)  | P      | 33  | Max Verstappen    | 5–21    | Sébastien Buemi Pierre Gasly                      |
| Force India VJM09      | Sahara Force India F1 Team    | Force India VJM09      | Mercedes-Benz PU106C Hybrid | P      | 27  | Nico Hülkenberg   | 1–21    | Alfonso Celis jr. Nikita Masepin                  |
| Force India VJM09      | Sahara Force India F1 Team    | Force India VJM09      | Mercedes-Benz PU106C Hybrid | P      | 11  | Sergio Pérez      | 1–21    | Alfonso Celis jr. Nikita Masepin                  |
| Renault R.S.16         | Renault Sport F1 Team         | Renault R.S.16         | Renault R.E.16              | P      | 20  | Kevin Magnussen   | 1–21    | Carmen Jordá Nicholas Latifi Esteban Ocon         |
| Renault R.S.16         | Renault Sport F1 Team         | Renault R.S.16         | Renault R.E.16              | P      | 30  | Jolyon Palmer     | 1–21    | Carmen Jordá Nicholas Latifi Esteban Ocon         |
| Toro Rosso STR11       | Scuderia Toro Rosso           | Toro Rosso STR11       | Ferrari 059/5               | P      | 33  | Max Verstappen    | 1–4     | N. N.                                             |
| Toro Rosso STR11       | Scuderia Toro Rosso           | Toro Rosso STR11       | Ferrari 059/5               | P      | 26  | Daniil Kwjat      | 5–21    | N. N.                                             |
| Toro Rosso STR11       | Scuderia Toro Rosso           | Toro Rosso STR11       | Ferrari 059/5               | P      | 55  | Carlos Sainz jr.  | 1–21    | N. N.                                             |
| Sauber C35             | Sauber F1 Team                | Sauber C35             | Ferrari 059/5               | P      | 09  | Marcus Ericsson   | 1–21    | N. N.                                             |
| Sauber C35             | Sauber F1 Team                | Sauber C35             | Ferrari 059/5               | P      | 12  | Felipe Nasr       | 1–21    | N. N.                                             |
| McLaren MP4-31         | McLaren Honda                 | McLaren MP4-31         | Honda RA616H                | P      | 14  | Fernando Alonso   | 1, 3–21 | Nobuharu Matsushita Stoffel Vandoorne             |
| McLaren MP4-31         | McLaren Honda                 | McLaren MP4-31         | Honda RA616H                | P      | 47  | Stoffel Vandoorne | 2       | Nobuharu Matsushita Stoffel Vandoorne             |
| McLaren MP4-31         | McLaren Honda                 | McLaren MP4-31         | Honda RA616H                | P      | 22  | Jenson Button     | 1–21    | Nobuharu Matsushita Stoffel Vandoorne             |
| Manor MRT05            | Manor Racing MRT              | Manor MRT05            | Mercedes-Benz PU106C Hybrid | P      | 94  | Pascal Wehrlein   | 1–21    | Jordan King Alexander Rossi                       |
| Manor MRT05            | Manor Racing MRT              | Manor MRT05            | Mercedes-Benz PU106C Hybrid | P      | 88  | Rio Haryanto      | 1–12    | Jordan King Alexander Rossi                       |
| Manor MRT05            | Manor Racing MRT              | Manor MRT05            | Mercedes-Benz PU106C Hybrid | P      | 31  | Esteban Ocon      | 13–21   | Jordan King Alexander Rossi                       |
| Haas VF-16             | Haas F1 Team                  | Haas VF-16             | Ferrari 059/5               | P      | 08  | Romain Grosjean   | 1–21    | Santino Ferrucci Charles Leclerc                  |
| Haas VF-16             | Haas F1 Team                  | Haas VF-16             | Ferrari 059/5               | P      | 21  | Esteban Gutiérrez | 1–21    | Santino Ferrucci Charles Leclerc                  |

## Saisonvorbereitung

### 22.–25. Februar: Circuit de Barcelona-Catalunya
Die erste Testwoche fand vom 22. bis zum 25. Februar auf dem Circuit de Barcelona-Catalunya in Spanien statt. Sauber gab rund einen Monat vor Beginn der Testfahrten bekannt, diese mit einem modifizierten Vorjahresmodell zu bestreiten, da der neue Sauber C35 nicht rechtzeitig fertiggestellt werden könne.
Mit dem Ferrari SF16-H, dem Force India VJM09, dem Haas VF-16, dem Manor MRT05, dem McLaren MP4-31, dem Mercedes F1 W07 Hybrid, dem Red Bull RB12, dem Renault R.S.16, dem Toro Rosso STR11 und dem Williams FW38 gaben zehn Boliden ihr Streckendebüt. Beim Testauftakt am 22. Februar war Ferrari-Fahrer Sebastian Vettel mit 1:24,939 Minuten der Schnellste, gefolgt von Lewis Hamilton im Mercedes und Daniel Ricciardo im Red Bull. Hamilton legte an diesem Tag mit 156 Runden mehr als 700 Kilometer zurück und war damit der Fahrer mit der größten Distanz, gefolgt von Marcus Ericsson im Sauber und Ricciardo mit 88 bzw. 87 Runden. Haas-Pilot Romain Grosjean verlor gegen Mittag den Frontflügel seines Wagens, was für die einzige Unterbrechung der Testfahrten sorgte. Anschließend ging er für mehrere Stunden gar nicht mehr auf die Strecke, im weiteren Verlauf des Tages fuhr er noch einige Runden, jedoch mit einem Tempolimit. Er fuhr mit 31 Runden die geringste Distanz, gefolgt von Renault-Pilot Jolyon Palmer, der wegen Software-Problemen nur 37 Runden fuhr.
Am 23. Februar fuhr Vettel mit einer Rundenzeit von 1:22,810 Minuten erneut die Bestzeit vor Ricciardo und Force-India-Pilot Sergio Pérez. Nico Rosberg fuhr mit 172 Runden (rund 800 km) die größte Distanz vor Valtteri Bottas und Vettel. Palmer erlitt einen Schaden am Turbolader und fuhr daher mit 42 Runden die mit Abstand niedrigste Distanz.
Nico Hülkenberg fuhr mit einer Rundenzeit von 1:23,110 Minuten am 24. Februar 2016 die Bestzeit vor Grosjean und Kimi Räikkönen. Carlos Sainz junior fuhr mit 161 Runden (rund 750 km) die größte Distanz vor Felipe Nasr und Kevin Magnussen. Rosberg und Hamilton wechselten sich bei Mercedes ab und fuhren gemeinsam 162 Runden. Jenson Button fuhr mit 51 Runden die geringste Distanz.
Am 25. Februar fuhr Räikkönen mit einer Rundenzeit von 1:23,477 Minuten die Bestzeit vor Daniil Kwjat und Force-India-Testpilot Alfonso Celis junior. Die größte Distanz fuhr Magnussen mit 153 Runden vor Nasr und Max Verstappen. Rosberg und Hamilton wechselten sich bei Mercedes erneut ab und fuhren gemeinsam 185 Runden. Fernando Alonso fuhr wegen eines Lecks am Kühlsystem nur 3 Runden und damit die geringste Distanz.

### 1.–4. März: Circuit de Barcelona-Catalunya
Die zweite Testwoche fand vom 1. bis zum 4. März ebenfalls auf dem Circuit de Barcelona-Catalunya in Spanien statt.
Mit dem Sauber C35 gab der letzte noch fehlende Wagen für die Saison 2016 sein Streckendebüt. Beim ersten Testtag am 1. März fuhr Rosberg in 1:23,022 Minuten die Bestzeit, gefolgt von Bottas und Alonso. Verstappen fuhr mit 144 Runden die größten Distanz, gefolgt von Bottas und Hülkenberg mit 123 bzw. 121 Runden. Rosberg und Hamilton wechselten sich bei Mercedes erneut ab und legten zusammen 172 Runden zurück. Esteban Gutiérrez fuhr wegen eines Problems mit der Benzinzufuhr nur 23 Runden.
Am 2. März fuhr Bottas in 1:23,261 Minuten die Bestzeit, gefolgt von Hamilton und Magnussen. Die größte Distanz fuhr Sainz mit 166 Runden, gefolgt von Vettel und Ricciardo mit 151 bzw. 135 Runden. Gutiérrez fuhr am gesamten Testtag nur eine einzige Runde, da es an seinem Wagen ein Problem mit dem Turbolader gab.
Räikkönen war am 3. März mit einer Rundenzeit von 1:22,765 Minuten Schnellster vor Felipe Massa und Hülkenberg. Mit Verstappen fuhr erneut ein Toro-Rosso-Pilot die meisten Runden, an diesem Tag 159, vor Hülkenberg (137) und Räikkönen (136). Mit 48 Runden fuhr Pascal Wehrlein die geringste Distanz. Grosjean sorgte mit zwei Unfällen und einem technischen Defekt für drei Unterbrechungen. Ferrari testete am Vormittag am Fahrzeug von Räikkönen erstmals an einem Formel-1-Rennwagen das Halo-System, bei dem der Kopf des Piloten vor Trümmerteilen oder abgerissenen Rädern geschützt wird.
Am 4. März, dem letzten Testtag vor Saisonbeginn, fuhr Vettel in 1:22,852 Minuten die Bestzeit vor Sainz und Massa. Mit 142 Runden fuhr Vettel auch die größte Distanz, ebenfalls vor Sainz (133) und Ericsson (132). Erneut fuhr das Manor-Team die geringste Distanz, Rio Haryanto legte 58 Runden zurück. Ferrari testete am Vormittag am Fahrzeug von Vettel erneut das Halo-System.

## Rennkalender

Weltkarte mit den Austragungsländern und Standorten aller Formel-1-Läufe.
Austragungsland Grands Prix 2016 (Streckenstandorte mit markiert)
Austragungsland Grands Prix vor 2016 (Streckenstandorte mit markiert)

Der provisorische Rennkalender, der 21 Rennen umfasste, wurde am 10. Juli 2015 vom FIA-Weltrat abgesegnet. Im September 2015 wurde der Rennkalender überarbeitet, die Sommerpause zwischen dem Großen Preis von Deutschland und dem Großen Preis von Belgien wurde auf Wunsch der Teams auf vier Wochen verlängert. Am 30. September 2015 beschloss der FIA-Weltrat einige Veränderungen; der Saisonstart wurde in den März vorverlegt und mehrere Termine getauscht oder verschoben. Am 2. Dezember 2015 hat der FIA-Weltrat den endgültigen Rennkalender beschlossen.
| Nr. | Datum         | Grand Prix (Strecke)         | Distanz (km) | Sieger                                | Zweiter                               | Dritter                               | Pole- Position                        | Schnellste Rennrunde                   | Gesamtführender Fahrer    | Gesamtführender Konstrukteur |
| --- | ------------- | ---------------------------- | ------------ | ------------------------------------- | ------------------------------------- | ------------------------------------- | ------------------------------------- | -------------------------------------- | ------------------------- | ---------------------------- |
| 01  | 20. März      | Australien (Melbourne)       | 302,271      | Nico Rosberg (Mercedes)               | Lewis Hamilton (Mercedes)             | Sebastian Vettel (Ferrari)            | Lewis Hamilton (Mercedes)             | Daniel Ricciardo (Red Bull-TAG Heuer)  | Nico Rosberg (Mercedes)   | Mercedes                     |
| 02  | 3. April      | Bahrain (as-Sachir)          | 308,238      | Nico Rosberg (Mercedes)               | Kimi Räikkönen (Ferrari)              | Lewis Hamilton (Mercedes)             | Lewis Hamilton (Mercedes)             | Nico Rosberg (Mercedes)                | Nico Rosberg (Mercedes)   | Mercedes                     |
| 03  | 17. April     | China (Shanghai)             | 305,066      | Nico Rosberg (Mercedes)               | Sebastian Vettel (Ferrari)            | Daniil Kwjat (Red Bull-TAG Heuer)     | Nico Rosberg (Mercedes)               | Nico Hülkenberg (Force India-Mercedes) | Nico Rosberg (Mercedes)   | Mercedes                     |
| 04  | 1. Mai        | Russland (Sotschi)           | 309,745      | Nico Rosberg (Mercedes)               | Lewis Hamilton (Mercedes)             | Kimi Räikkönen (Ferrari)              | Nico Rosberg (Mercedes)               | Nico Rosberg (Mercedes)                | Nico Rosberg (Mercedes)   | Mercedes                     |
| 05  | 15. Mai       | Spanien (Montmeló)           | 307,104      | Max Verstappen (Red Bull-TAG Heuer)   | Kimi Räikkönen (Ferrari)              | Sebastian Vettel (Ferrari)            | Lewis Hamilton (Mercedes)             | Daniil Kwjat (Toro Rosso-Ferrari)      | Nico Rosberg (Mercedes)   | Mercedes                     |
| 06  | 29. Mai       | Monaco (Monte Carlo)         | 260,286      | Lewis Hamilton (Mercedes)             | Daniel Ricciardo (Red Bull-TAG Heuer) | Sergio Pérez (Force India-Mercedes)   | Daniel Ricciardo (Red Bull-TAG Heuer) | Lewis Hamilton (Mercedes)              | Nico Rosberg (Mercedes)   | Mercedes                     |
| 07  | 12. Juni      | Kanada (Montréal)            | 305,270      | Lewis Hamilton (Mercedes)             | Sebastian Vettel (Ferrari)            | Valtteri Bottas (Williams-Mercedes)   | Lewis Hamilton (Mercedes)             | Nico Rosberg (Mercedes)                | Nico Rosberg (Mercedes)   | Mercedes                     |
| 08  | 19. Juni      | Europa (Baku)                | 306,153      | Nico Rosberg (Mercedes)               | Sebastian Vettel (Ferrari)            | Sergio Pérez (Force India-Mercedes)   | Nico Rosberg (Mercedes)               | Nico Rosberg (Mercedes)                | Nico Rosberg (Mercedes)   | Mercedes                     |
| 09  | 3. Juli       | Österreich (Spielberg)       | 307,020      | Lewis Hamilton (Mercedes)             | Max Verstappen (Red Bull-TAG Heuer)   | Kimi Räikkönen (Ferrari)              | Lewis Hamilton (Mercedes)             | Lewis Hamilton (Mercedes)              | Nico Rosberg (Mercedes)   | Mercedes                     |
| 10  | 10. Juli      | Großbritannien (Silverstone) | 306,198      | Lewis Hamilton (Mercedes)             | Max Verstappen (Red Bull-TAG Heuer)   | Nico Rosberg (Mercedes)               | Lewis Hamilton (Mercedes)             | Nico Rosberg (Mercedes)                | Nico Rosberg (Mercedes)   | Mercedes                     |
| 11  | 24. Juli      | Ungarn (Mogyoród)            | 306,630      | Lewis Hamilton (Mercedes)             | Nico Rosberg (Mercedes)               | Daniel Ricciardo (Red Bull-TAG Heuer) | Nico Rosberg (Mercedes)               | Kimi Räikkönen (Ferrari)               | Lewis Hamilton (Mercedes) | Mercedes                     |
| 12  | 31. Juli      | Deutschland (Hockenheim)     | 306,458      | Lewis Hamilton (Mercedes)             | Daniel Ricciardo (Red Bull-TAG Heuer) | Max Verstappen (Red Bull-TAG Heuer)   | Nico Rosberg (Mercedes)               | Daniel Ricciardo (Red Bull-TAG Heuer)  | Lewis Hamilton (Mercedes) | Mercedes                     |
| 13  | 28. August    | Belgien (Spa-Francorchamps)  | 308,052      | Nico Rosberg (Mercedes)               | Daniel Ricciardo (Red Bull-TAG Heuer) | Lewis Hamilton (Mercedes)             | Nico Rosberg (Mercedes)               | Lewis Hamilton (Mercedes)              | Lewis Hamilton (Mercedes) | Mercedes                     |
| 14  | 4. September  | Italien (Monza)              | 306,720      | Nico Rosberg (Mercedes)               | Lewis Hamilton (Mercedes)             | Sebastian Vettel (Ferrari)            | Lewis Hamilton (Mercedes)             | Fernando Alonso (McLaren-Honda)        | Lewis Hamilton (Mercedes) | Mercedes                     |
| 15  | 18. September | Singapur (Singapur)          | 308,828      | Nico Rosberg (Mercedes)               | Daniel Ricciardo (Red Bull-TAG Heuer) | Lewis Hamilton (Mercedes)             | Nico Rosberg (Mercedes)               | Daniel Ricciardo (Red Bull-TAG Heuer)  | Nico Rosberg (Mercedes)   | Mercedes                     |
| 16  | 2. Oktober    | Malaysia (Sepang)            | 310,408      | Daniel Ricciardo (Red Bull-TAG Heuer) | Max Verstappen (Red Bull-TAG Heuer)   | Nico Rosberg (Mercedes)               | Lewis Hamilton (Mercedes)             | Nico Rosberg (Mercedes)                | Nico Rosberg (Mercedes)   | Mercedes                     |
| 17  | 9. Oktober    | Japan (Suzuka)               | 307,471      | Nico Rosberg (Mercedes)               | Max Verstappen (Red Bull-TAG Heuer)   | Lewis Hamilton (Mercedes)             | Nico Rosberg (Mercedes)               | Sebastian Vettel (Ferrari)             | Nico Rosberg (Mercedes)   | Mercedes                     |
| 18  | 23. Oktober   | USA (Austin)                 | 308,405      | Lewis Hamilton (Mercedes)             | Nico Rosberg (Mercedes)               | Daniel Ricciardo (Red Bull-TAG Heuer) | Lewis Hamilton (Mercedes)             | Sebastian Vettel (Ferrari)             | Nico Rosberg (Mercedes)   | Mercedes                     |
| 19  | 30. Oktober   | Mexiko (Mexiko-Stadt)        | 305,584      | Lewis Hamilton (Mercedes)             | Nico Rosberg (Mercedes)               | Daniel Ricciardo (Red Bull-TAG Heuer) | Lewis Hamilton (Mercedes)             | Daniel Ricciardo (Red Bull-TAG Heuer)  | Nico Rosberg (Mercedes)   | Mercedes                     |
| 20  | 13. November  | Brasilien (Interlagos)       | 305,909      | Lewis Hamilton (Mercedes)             | Nico Rosberg (Mercedes)               | Max Verstappen (Red Bull-TAG Heuer)   | Lewis Hamilton (Mercedes)             | Max Verstappen (Red Bull-TAG Heuer)    | Nico Rosberg (Mercedes)   | Mercedes                     |
| 21  | 27. November  | Abu Dhabi (Yas-Insel)        | 305,355      | Lewis Hamilton (Mercedes)             | Nico Rosberg (Mercedes)               | Sebastian Vettel (Ferrari)            | Lewis Hamilton (Mercedes)             | Sebastian Vettel (Ferrari)             | Nico Rosberg (Mercedes)   | Mercedes                     |

## Rennberichte

### Großer Preis von Australien
| Platz | Fahrer           | Team               | Zeit        |
| ----- | ---------------- | ------------------ | ----------- |
| 1     | Nico Rosberg     | Mercedes           | 1:48:15,565 |
| 2     | Lewis Hamilton   | Mercedes           | + 8,060     |
| 3     | Sebastian Vettel | Ferrari            | + 9,643     |
| PP    | Lewis Hamilton   | Mercedes           | 1:23,837    |
| SR    | Daniel Ricciardo | Red Bull-TAG Heuer | 1:28,997    |

Der Große Preis von Australien auf dem Albert Park Circuit fand am 20. März 2016 statt und ging über eine Distanz von 57 Runden à 5,303 km, was einer Gesamtdistanz von 302,271 km entspricht.
Nico Rosberg gewann das Rennen vor Lewis Hamilton und Sebastian Vettel. Das neu in die Formel-1-Weltmeisterschaft eingestiegene Haas-Team erzielte mit Romain Grosjean auf Platz sechs auf Anhieb Punkte.
Das Rennen wurde nach einem Unfall, in den Fernando Alonso und Esteban Gutiérrez verwickelt waren und bei dem sich Alonso Verletzungen im Brustbereich zuzog, kurzzeitig unterbrochen.

### Großer Preis von Bahrain
| Platz | Fahrer         | Team     | Zeit        |
| ----- | -------------- | -------- | ----------- |
| 1     | Nico Rosberg   | Mercedes | 1:33:34,696 |
| 2     | Kimi Räikkönen | Ferrari  | + 10,282    |
| 3     | Lewis Hamilton | Mercedes | + 30,148    |
| PP    | Lewis Hamilton | Mercedes | 1:29,493    |
| SR    | Nico Rosberg   | Mercedes | 1:34,482    |

Der Große Preis von Bahrain auf dem Bahrain International Circuit fand am 3. April 2016 statt und ging über eine Distanz von 57 Runden à 5,412 km, was einer Gesamtdistanz von 308,238 km entspricht.
Nico Rosberg gewann das Rennen vor Kimi Räikkönen und Lewis Hamilton.
Stoffel Vandoorne vertrat Fernando Alonso, der wegen Verletzungen aus dem vorhergehenden Rennen keine Starterlaubnis der FIA erhielt.

### Großer Preis von China
| Platz | Fahrer           | Team                 | Zeit        |
| ----- | ---------------- | -------------------- | ----------- |
| 1     | Nico Rosberg     | Mercedes             | 1:38:53,891 |
| 2     | Sebastian Vettel | Ferrari              | + 37,776    |
| 3     | Daniil Kwjat     | Red Bull-TAG Heuer   | + 45,936    |
| PP    | Nico Rosberg     | Mercedes             | 1:35,402    |
| SR    | Nico Hülkenberg  | Force India-Mercedes | 1:39,824    |

Der Große Preis von China auf dem Shanghai International Circuit fand am 17. April 2016 statt und ging über eine Distanz von 56 Runden à 5,451 km, was einer Gesamtdistanz von 305,066 km entspricht.
Nico Rosberg gewann das Rennen vor Sebastian Vettel und Daniil Kwjat. Trotz mehrerer Zwischenfälle erreichten alle Fahrer das Ziel.

### Großer Preis von Russland
| Platz | Fahrer         | Team     | Zeit        |
| ----- | -------------- | -------- | ----------- |
| 1     | Nico Rosberg   | Mercedes | 1:32:41,997 |
| 2     | Lewis Hamilton | Mercedes | + 25,022    |
| 3     | Kimi Räikkönen | Ferrari  | + 31,998    |
| PP    | Nico Rosberg   | Mercedes | 1:35,417    |
| SR    | Nico Rosberg   | Mercedes | 1:39,094    |

Der Große Preis von Russland im Sochi Autodrom fand am 1. Mai 2016 statt und ging über eine Distanz von 53 Runden à 5,848 km, was einer Gesamtdistanz von 309,745 km entspricht.
Nico Rosberg gewann das Rennen vor Lewis Hamilton und Kimi Räikkönen.

### Großer Preis von Spanien
| Platz | Fahrer           | Team               | Zeit        |
| ----- | ---------------- | ------------------ | ----------- |
| 1     | Max Verstappen   | Red Bull-TAG Heuer | 1:41:40,017 |
| 2     | Kimi Räikkönen   | Ferrari            | + 0,616     |
| 3     | Sebastian Vettel | Ferrari            | + 5,581     |
| PP    | Lewis Hamilton   | Mercedes           | 1:22,000    |
| SR    | Daniil Kwjat     | Toro Rosso-Ferrari | 1:26,948    |

Der Große Preis von Spanien auf dem Circuit de Barcelona-Catalunya fand am 15. Mai 2016 statt und ging über eine Distanz von 66 Runden à 4,655 km, was einer Gesamtdistanz von 307,104 km entspricht.
Max Verstappen gewann das Rennen vor Kimi Räikkönen und Sebastian Vettel. Verstappen wurde mit seinem Sieg zum ersten Niederländer, der ein Formel-1-Rennen gewann, sowie im Alter von 18 Jahren zum bis dahin jüngsten Formel-1-Sieger.

### Großer Preis von Monaco
| Platz | Fahrer           | Team                 | Zeit        |
| ----- | ---------------- | -------------------- | ----------- |
| 1     | Lewis Hamilton   | Mercedes             | 1:59:29,133 |
| 2     | Daniel Ricciardo | Red Bull-TAG Heuer   | + 7,252     |
| 3     | Sergio Pérez     | Force India-Mercedes | + 13,825    |
| PP    | Daniel Ricciardo | Red Bull-TAG Heuer   | 1:13,622    |
| SR    | Lewis Hamilton   | Mercedes             | 1:17,939    |

Der Große Preis von Monaco auf dem Circuit de Monaco fand am 29. Mai 2016 statt und ging über eine Distanz von 78 Runden à 3,337 km, was einer Gesamtdistanz von 260,286 km entspricht.
Lewis Hamilton gewann das Rennen vor Daniel Ricciardo und Sergio Pérez.

### Großer Preis von Kanada
| Platz | Fahrer           | Team              | Zeit        |
| ----- | ---------------- | ----------------- | ----------- |
| 1     | Lewis Hamilton   | Mercedes          | 1:31:05,296 |
| 2     | Sebastian Vettel | Ferrari           | + 5,011     |
| 3     | Valtteri Bottas  | Williams-Mercedes | + 46,422    |
| PP    | Lewis Hamilton   | Mercedes          | 1:12,812    |
| SR    | Nico Rosberg     | Mercedes          | 1:15,599    |

Der Große Preis von Kanada auf dem Circuit Gilles-Villeneuve fand am 12. Juni 2016 statt und ging über eine Distanz von 70 Runden à 4,361 km, was einer Gesamtdistanz von 305,270 km entspricht.
Lewis Hamilton gewann das Rennen vor Sebastian Vettel und Valtteri Bottas.

### Großer Preis von Europa
| Platz | Fahrer           | Team                 | Zeit        |
| ----- | ---------------- | -------------------- | ----------- |
| 1     | Nico Rosberg     | Mercedes             | 1:32:52,366 |
| 2     | Sebastian Vettel | Ferrari              | + 16,696    |
| 3     | Sergio Pérez     | Force India-Mercedes | + 25,241    |
| PP    | Nico Rosberg     | Mercedes             | 1:42,758    |
| SR    | Nico Rosberg     | Mercedes             | 1:46,485    |

Der Große Preis von Europa auf dem Baku City Circuit fand am 19. Juni 2016 statt und ging über eine Distanz von 51 Runden à 6,003 km, was einer Gesamtdistanz von 306,153 km entspricht.
Nico Rosberg gewann das Rennen vor Sebastian Vettel und Sergio Pérez.

### Großer Preis von Österreich
| Platz | Fahrer         | Team               | Zeit        |
| ----- | -------------- | ------------------ | ----------- |
| 1     | Lewis Hamilton | Mercedes           | 1:27:38,107 |
| 2     | Max Verstappen | Red Bull-TAG Heuer | + 5,719     |
| 3     | Kimi Räikkönen | Ferrari            | + 6,024     |
| PP    | Lewis Hamilton | Mercedes           | 1:07,922    |
| SR    | Lewis Hamilton | Mercedes           | 1:08,411    |

Der Große Preis von Österreich auf dem Red Bull Ring fand am 3. Juli 2016 statt und ging über eine Distanz von 71 Runden à 4,326 km, was einer Gesamtdistanz von 307,020 km entspricht.
Lewis Hamilton gewann das Rennen vor Max Verstappen und Kimi Räikkönen.

### Großer Preis von Großbritannien
| Platz | Fahrer         | Team               | Zeit        |
| ----- | -------------- | ------------------ | ----------- |
| 1     | Lewis Hamilton | Mercedes           | 1:34:55,831 |
| 2     | Max Verstappen | Red Bull-TAG Heuer | + 8,250     |
| 3     | Nico Rosberg   | Mercedes           | + 16,911    |
| PP    | Lewis Hamilton | Mercedes           | 1:29,287    |
| SR    | Nico Rosberg   | Mercedes           | 1:35,548    |

Der Große Preis von Großbritannien auf dem Silverstone Circuit fand am 10. Juli 2016 statt und ging über eine Distanz von 52 Runden à 5,891 km, was einer Gesamtdistanz von 306,198 km entspricht.
Lewis Hamilton gewann das Rennen vor Max Verstappen und Nico Rosberg, der zwar als Zweiter ins Ziel kam, aber wegen eines nicht regelkonformen Funkrufs nachträglich mit einer 10-Sekunden-Strafe belegt wurde.

### Großer Preis von Ungarn
| Platz | Fahrer           | Team               | Zeit        |
| ----- | ---------------- | ------------------ | ----------- |
| 1     | Lewis Hamilton   | Mercedes           | 1:40:30,115 |
| 2     | Nico Rosberg     | Mercedes           | + 1,977     |
| 3     | Daniel Ricciardo | Red Bull-TAG Heuer | + 27,539    |
| PP    | Nico Rosberg     | Mercedes           | 1:19,965    |
| SR    | Kimi Räikkönen   | Ferrari            | 1:23,086    |

Der Große Preis von Ungarn auf dem Hungaroring fand am 24. Juli 2016 statt und ging über eine Distanz von 70 Runden à 4,381 km, was einer Gesamtdistanz von 306,630 km entspricht.
Lewis Hamilton gewann das Rennen vor Nico Rosberg und Daniel Ricciardo.

### Großer Preis von Deutschland
| Platz | Fahrer           | Team               | Zeit        |
| ----- | ---------------- | ------------------ | ----------- |
| 1     | Lewis Hamilton   | Mercedes           | 1:30:44,200 |
| 2     | Daniel Ricciardo | Red Bull-TAG Heuer | + 6,996     |
| 3     | Max Verstappen   | Red Bull-TAG Heuer | + 13,413    |
| PP    | Nico Rosberg     | Mercedes           | 1:14,363    |
| SR    | Daniel Ricciardo | Red Bull-TAG Heuer | 1:18,442    |

Der Große Preis von Deutschland auf dem Hockenheimring Baden-Württemberg fand am 31. Juli 2016 statt und ging über eine Distanz von 67 Runden à 4,574 km, was einer Gesamtdistanz von 306,458 km entspricht.
Lewis Hamilton gewann das Rennen vor Daniel Ricciardo und Max Verstappen.

### Großer Preis von Belgien
| Platz | Fahrer           | Team               | Zeit        |
| ----- | ---------------- | ------------------ | ----------- |
| 1     | Nico Rosberg     | Mercedes           | 1:44:51,058 |
| 2     | Daniel Ricciardo | Red Bull-TAG Heuer | + 14,113    |
| 3     | Lewis Hamilton   | Mercedes           | + 27,634    |
| PP    | Nico Rosberg     | Mercedes           | 1:46,744    |
| SR    | Lewis Hamilton   | Mercedes           | 1:51,583    |

Der Große Preis von Belgien auf dem Circuit de Spa-Francorchamps fand am 28. August 2016 statt und ging über eine Distanz von 44 Runden à 7,004 km, was einer Gesamtdistanz von 308,052 km entspricht.
Nico Rosberg gewann das Rennen vor Daniel Ricciardo und Lewis Hamilton.
Das Rennen wurde nach einem schweren Unfall von Kevin Magnussen unterbrochen. Magnussen zog sich nur leichte Verletzungen zu.

### Großer Preis von Italien
| Platz | Fahrer           | Team          | Zeit        |
| ----- | ---------------- | ------------- | ----------- |
| 1     | Nico Rosberg     | Mercedes      | 1:17:28,089 |
| 2     | Lewis Hamilton   | Mercedes      | + 15,070    |
| 3     | Sebastian Vettel | Ferrari       | + 20,990    |
| PP    | Lewis Hamilton   | Mercedes      | 1:21,135    |
| SR    | Fernando Alonso  | McLaren-Honda | 1:25,340    |

Der Große Preis von Italien auf dem Autodromo Nazionale Monza fand am 4. September 2016 statt und ging über eine Distanz von 53 Runden à 5,793 km, was einer Gesamtdistanz von 306,720 km entspricht.
Nico Rosberg gewann das Rennen vor Lewis Hamilton und Sebastian Vettel.

### Großer Preis von Singapur
| Platz | Fahrer           | Team               | Zeit        |
| ----- | ---------------- | ------------------ | ----------- |
| 1     | Nico Rosberg     | Mercedes           | 1:55:48,950 |
| 2     | Daniel Ricciardo | Red Bull-TAG Heuer | + 0,488     |
| 3     | Lewis Hamilton   | Mercedes           | + 8,038     |
| PP    | Nico Rosberg     | Mercedes           | 1:42,584    |
| SR    | Daniel Ricciardo | Red Bull-TAG Heuer | 1:47,187    |

Der Große Preis von Singapur auf dem Marina Bay Street Circuit fand am 18. September 2016 statt und ging über eine Distanz von 61 Runden à 5,065 km, was einer Gesamtdistanz von 308,828 km entspricht.
Nico Rosberg gewann das Rennen vor Daniel Ricciardo und Lewis Hamilton.

### Großer Preis von Malaysia
| Platz | Fahrer           | Team               | Zeit        |
| ----- | ---------------- | ------------------ | ----------- |
| 1     | Daniel Ricciardo | Red Bull-TAG Heuer | 1:37:12,776 |
| 2     | Max Verstappen   | Red Bull-TAG Heuer | + 2,443     |
| 3     | Nico Rosberg     | Mercedes           | + 25,516    |
| PP    | Lewis Hamilton   | Mercedes           | 1:32,850    |
| SR    | Nico Rosberg     | Mercedes           | 1:36,424    |

Der Große Preis von Malaysia auf dem Sepang International Circuit fand am 2. Oktober 2016 statt und ging über eine Distanz von 56 Runden à 5,543 km, was einer Gesamtdistanz von 310,408 km entspricht.
Daniel Ricciardo gewann das Rennen vor Max Verstappen und Nico Rosberg. Lewis Hamilton, der von der Pole-Position gestartet lange führte, schied mit einem Motorschaden aus.

### Großer Preis von Japan
| Platz | Fahrer           | Team               | Zeit        |
| ----- | ---------------- | ------------------ | ----------- |
| 1     | Nico Rosberg     | Mercedes           | 1:26:43,333 |
| 2     | Max Verstappen   | Red Bull-TAG Heuer | + 4,978     |
| 3     | Lewis Hamilton   | Mercedes           | + 5,776     |
| PP    | Nico Rosberg     | Mercedes           | 1:30,647    |
| SR    | Sebastian Vettel | Ferrari            | 1:35,118    |

Der Große Preis von Japan auf dem Suzuka International Racing Course fand am 9. Oktober 2016 statt und ging über eine Distanz von 53 Runden à 5,807 km, was einer Gesamtdistanz von 307,471 km entspricht.
Nico Rosberg gewann das Rennen vor Max Verstappen und Lewis Hamilton. Mercedes entschied die Konstrukteursweltmeisterschaft vorzeitig für sich.

### Großer Preis der USA
| Platz | Fahrer           | Team               | Zeit        |
| ----- | ---------------- | ------------------ | ----------- |
| 1     | Lewis Hamilton   | Mercedes           | 1:38:12,618 |
| 2     | Nico Rosberg     | Mercedes           | + 4,520     |
| 3     | Daniel Ricciardo | Red Bull-TAG Heuer | + 19,692    |
| PP    | Lewis Hamilton   | Mercedes           | 1:34,999    |
| SR    | Sebastian Vettel | Ferrari            | 1:39,877    |

Der Große Preis der USA auf dem Circuit of The Americas fand am 23. Oktober 2016 statt und ging über eine Distanz von 56 Runden à 5,513 km, was einer Gesamtdistanz von 308,405 km entspricht.
Lewis Hamilton gewann das Rennen vor Nico Rosberg und Daniel Ricciardo.

### Großer Preis von Mexiko
| Platz | Fahrer           | Team               | Zeit        |
| ----- | ---------------- | ------------------ | ----------- |
| 1     | Lewis Hamilton   | Mercedes           | 1:40:31,402 |
| 2     | Nico Rosberg     | Mercedes           | + 8,354     |
| 3     | Daniel Ricciardo | Red Bull-TAG Heuer | + 20,858    |
| PP    | Lewis Hamilton   | Mercedes           | 1:18,704    |
| SR    | Daniel Ricciardo | Red Bull-TAG Heuer | 1:21,134    |

Der Große Preis von Mexiko auf dem Autódromo Hermanos Rodríguez fand am 30. Oktober 2016 statt und ging über eine Distanz von 71 Runden à 4,304 km, was einer Gesamtdistanz von 305,584 km entspricht.
Lewis Hamilton gewann das Rennen vor Nico Rosberg und Daniel Ricciardo.

### Großer Preis von Brasilien
| Platz | Fahrer         | Team               | Zeit        |
| ----- | -------------- | ------------------ | ----------- |
| 1     | Lewis Hamilton | Mercedes           | 3:01:01,335 |
| 2     | Nico Rosberg   | Mercedes           | + 11,455    |
| 3     | Max Verstappen | Red Bull-TAG Heuer | + 21,481    |
| PP    | Lewis Hamilton | Mercedes           | 1:10,736    |
| SR    | Max Verstappen | Red Bull-TAG Heuer | 1:25,305    |

Der Große Preis von Brasilien auf dem Autódromo José Carlos Pace fand am 13. November 2016 statt und ging über eine Distanz von 71 Runden à 4,309 km, was einer Gesamtdistanz von 305,909 km entspricht.
Lewis Hamilton gewann das Rennen vor Nico Rosberg und Max Verstappen.

### Großer Preis von Abu Dhabi
| Platz | Fahrer           | Team     | Zeit        |
| ----- | ---------------- | -------- | ----------- |
| 1     | Lewis Hamilton   | Mercedes | 1:38:04,013 |
| 2     | Nico Rosberg     | Mercedes | + 0,439     |
| 3     | Sebastian Vettel | Ferrari  | + 0,843     |
| PP    | Lewis Hamilton   | Mercedes | 1:38,755    |
| SR    | Sebastian Vettel | Ferrari  | 1:43,729    |

Der Große Preis von Abu Dhabi auf dem Yas Marina Circuit fand am 27. November 2016 statt und ging über eine Distanz von 55 Runden à 5,554 km, was einer Gesamtdistanz von 305,355 km entspricht.
Lewis Hamilton gewann das Rennen vor Nico Rosberg und Sebastian Vettel. Rosberg entschied bei diesem Rennen seine erste und einzige Formel-1-Fahrerweltmeisterschaft für sich.

## Qualifying-/Rennduelle
Diese beiden Tabellen zeigen, welche Fahrer im jeweiligen Team die besseren Platzierungen im Qualifying bzw. im Rennen erreicht haben.
| Fahrer               | :        | Fahrer            |
| Mercedes             | Mercedes | Mercedes          |
| -------------------- | -------- | ----------------- |
| Lewis Hamilton       | 12:9     | Nico Rosberg      |
| Ferrari              |          |                   |
| Sebastian Vettel     | 10:11    | Kimi Räikkönen    |
| Williams-Mercedes    |          |                   |
| Felipe Massa         | 4:17     | Valtteri Bottas   |
| Red Bull-TAG Heuer   |          |                   |
| Daniel Ricciardo     | 4:0      | Daniil Kwjat      |
| Daniel Ricciardo     | 11:6     | Max Verstappen    |
| Force India-Mercedes |          |                   |
| Nico Hülkenberg      | 12:9     | Sergio Pérez      |
| Renault              |          |                   |
| Kevin Magnussen      | 12:9     | Jolyon Palmer     |
| Toro Rosso-Ferrari   |          |                   |
| Max Verstappen       | 3:1      | Carlos Sainz jr.  |
| Daniil Kwjat         | 6:11     | Carlos Sainz jr.  |
| Sauber-Ferrari       |          |                   |
| Marcus Ericsson      | 13:8     | Felipe Nasr       |
| McLaren-Honda        |          |                   |
| Fernando Alonso      | 15:5     | Jenson Button     |
| Stoffel Vandoorne    | 1:0      | Jenson Button     |
| Manor-Mercedes       |          |                   |
| Pascal Wehrlein      | 7:5      | Rio Haryanto      |
| Pascal Wehrlein      | 7:2      | Esteban Ocon      |
| Haas-Ferrari         |          |                   |
| Romain Grosjean      | 11:9     | Esteban Gutiérrez |

| Fahrer               | :        | Fahrer            |
| Mercedes             | Mercedes | Mercedes          |
| -------------------- | -------- | ----------------- |
| Lewis Hamilton       | 10:10    | Nico Rosberg      |
| Ferrari              |          |                   |
| Sebastian Vettel     | 14:7     | Kimi Räikkönen    |
| Williams-Mercedes    |          |                   |
| Felipe Massa         | 9:12     | Valtteri Bottas   |
| Red Bull-TAG Heuer   |          |                   |
| Daniel Ricciardo     | 3:1      | Daniil Kwjat      |
| Daniel Ricciardo     | 10:7     | Max Verstappen    |
| Force India-Mercedes |          |                   |
| Nico Hülkenberg      | 8:13     | Sergio Pérez      |
| Renault              |          |                   |
| Kevin Magnussen      | 11:9     | Jolyon Palmer     |
| Toro Rosso-Ferrari   |          |                   |
| Max Verstappen       | 2:2      | Carlos Sainz jr.  |
| Daniil Kwjat         | 3:12     | Carlos Sainz jr.  |
| Sauber-Ferrari       |          |                   |
| Marcus Ericsson      | 12:8     | Felipe Nasr       |
| McLaren-Honda        |          |                   |
| Fernando Alonso      | 12:8     | Jenson Button     |
| Stoffel Vandoorne    | 1:0      | Jenson Button     |
| Manor-Mercedes       |          |                   |
| Pascal Wehrlein      | 10:1     | Rio Haryanto      |
| Pascal Wehrlein      | 3:6      | Esteban Ocon      |
| Haas-Ferrari         |          |                   |
| Romain Grosjean      | 9:10     | Esteban Gutiérrez |

## Weltmeisterschaftswertungen

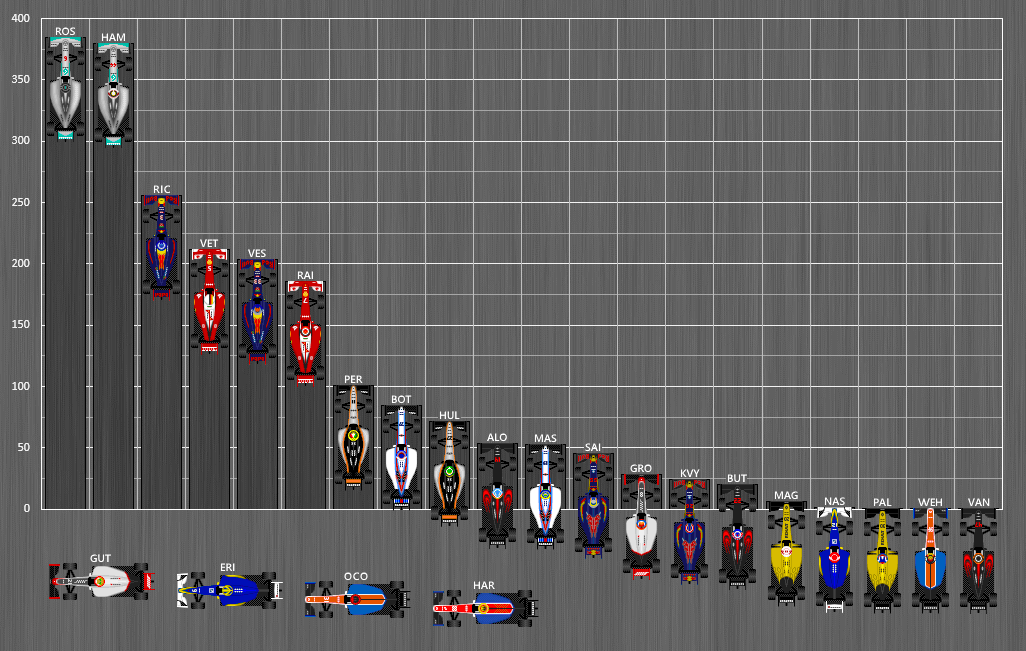
Fahrerwertung der Formel-1-Weltmeisterschaft 2016

Weltmeister wurde derjenige Fahrer bzw. Konstrukteur, der bis zum Saisonende am meisten Punkte in der Weltmeisterschaft ansammelte. Bei der Punkteverteilung wurden die Platzierungen im Gesamtergebnis des jeweiligen Rennens berücksichtigt. Die zehn erstplatzierten Fahrer jedes Rennens erhielten Punkte nach folgendem Schema:
| Punkteverteilung | Punkteverteilung | Punkteverteilung | Punkteverteilung | Punkteverteilung | Punkteverteilung | Punkteverteilung | Punkteverteilung | Punkteverteilung | Punkteverteilung | Punkteverteilung |
| ---------------- | ---------------- | ---------------- | ---------------- | ---------------- | ---------------- | ---------------- | ---------------- | ---------------- | ---------------- | ---------------- |
| Platz            | 1                | 2                | 3                | 4                | 5                | 6                | 7                | 8                | 9                | 10               |
| Punkte           | 25               | 18               | 15               | 12               | 10               | 8                | 6                | 4                | 2                | 1                |

### Fahrerwertung
| Pos. | Fahrer        | Konstrukteur         |     |     |    |     |     |     |     |     |     |     |     |     |     |     |     |     |    |     |     |     |     | Punkte |
| 01   | N. Rosberg    | Mercedes             | 1   | 1   | 1  | 1   | DNF | 7   | 5   | 1   | 4   | 3   | 2   | 4   | 1   | 1   | 1   | 3   | 1  | 2   | 2   | 2   | 2   | 385    |
| 02   | L. Hamilton   | Mercedes             | 2   | 3   | 7  | 2   | DNF | 1   | 1   | 5   | 1   | 1   | 1   | 1   | 3   | 2   | 3   | DNF | 3  | 1   | 1   | 1   | 1   | 380    |
| 03   | D. Ricciardo  | Red Bull-TAG Heuer   | 4   | 4   | 4  | 11  | 4   | 2   | 7   | 7   | 5   | 4   | 3   | 2   | 2   | 5   | 2   | 1   | 6  | 3   | 3   | 8   | 5   | 256    |
| 04   | S. Vettel     | Ferrari              | 3   | DNS | 2  | DNF | 3   | 4   | 2   | 2   | DNF | 9   | 4   | 5   | 6   | 3   | 5   | DNF | 4  | 4   | 5   | 5   | 3   | 212    |
| 05   | M. Verstappen | Toro Rosso-Ferrari   | 10  | 6   | 8  | DNF |     |     |     |     |     |     |     |     |     |     |     |     |    |     |     |     |     | 204    |
| 05   | M. Verstappen | Red Bull-TAG Heuer   |     |     |    |     | 1   | DNF | 4   | 8   | 2   | 2   | 5   | 3   | 11  | 7   | 6   | 2   | 2  | DNF | 4   | 3   | 4   | 204    |
| 06   | K. Räikkönen  | Ferrari              | DNF | 2   | 5  | 3   | 2   | DNF | 6   | 4   | 3   | 5   | 6   | 6   | 9   | 4   | 4   | 4   | 5  | DNF | 6   | DNF | 6   | 186    |
| 07   | S. Pérez      | Force India-Mercedes | 13  | 16  | 11 | 9   | 7   | 3   | 10  | 3   | 17* | 6   | 11  | 10  | 5   | 8   | 8   | 6   | 7  | 8   | 10  | 4   | 8   | 101    |
| 08   | V. Bottas     | Williams-Mercedes    | 8   | 9   | 10 | 4   | 5   | 12  | 3   | 6   | 9   | 14  | 9   | 9   | 8   | 6   | DNF | 5   | 10 | 16  | 8   | 11  | DNF | 85     |
| 09   | N. Hülkenberg | Force India-Mercedes | 7   | 15  | 15 | DNF | DNF | 6   | 8   | 9   | 19* | 7   | 10  | 7   | 4   | 10  | DNF | 8   | 8  | DNF | 7   | 7   | 7   | 72     |
| 10   | F. Alonso     | McLaren-Honda        | DNF | INJ | 12 | 6   | DNF | 5   | 11  | DNF | 18* | 13  | 7   | 12  | 7   | 14  | 7   | 7   | 16 | 5   | 13  | 10  | 10  | 54     |
| 11   | F. Massa      | Williams-Mercedes    | 5   | 8   | 6  | 5   | 8   | 10  | DNF | 10  | 20* | 11  | 18  | DNF | 10  | 9   | 12  | 13  | 9  | 7   | 9   | DNF | 9   | 53     |
| 12   | C. Sainz      | Toro Rosso-Ferrari   | 9   | DNF | 9  | 12  | 6   | 8   | 9   | DNF | 8   | 8   | 8   | 14  | DNF | 15  | 14  | 11  | 17 | 6   | 16  | 6   | DNF | 46     |
| 13   | R. Grosjean   | Haas-Ferrari         | 6   | 5   | 19 | 8   | DNF | 13  | 14  | 13  | 7   | DNF | 14  | 13  | 13  | 11  | DNS | DNF | 11 | 10  | 20  | DNS | 11  | 29     |
| 14   | D. Kwjat      | Red Bull-TAG Heuer   | DNS | 7   | 3  | 15  |     |     |     |     |     |     |     |     |     |     |     |     |    |     |     |     |     | 25     |
| 14   | D. Kwjat      | Toro Rosso-Ferrari   |     |     |    |     | 10  | DNF | 12  | DNF | DNF | 10  | 16  | 15  | 14  | DNF | 9   | 14  | 13 | 11  | 18  | 13  | DNF | 25     |
| 15   | J. Button     | McLaren-Honda        | 14  | DNF | 13 | 10  | 9   | 9   | DNF | 11  | 6   | 12  | DNF | 8   | DNF | 12  | DNF | 9   | 18 | 9   | 12  | 16  | DNF | 21     |
| 16   | K. Magnussen  | Renault              | 12  | 11  | 17 | 7   | 15  | DNF | 16  | 14  | 14  | 17* | 15  | 16  | DNF | 17  | 10  | DNF | 14 | 12  | 17  | 14  | DNF | 7      |
| 17   | F. Nasr       | Sauber-Ferrari       | 15  | 14  | 20 | 16  | 14  | DNF | 18  | 12  | 13  | 15  | 17  | DNF | 17  | DNF | 13  | DNF | 19 | 15  | 15  | 9   | 16  | 2      |
| 18   | J. Palmer     | Renault              | 11  | DNS | 22 | 13  | 13  | DNF | DNF | 15  | 12  | DNF | 12  | 19  | 15  | DNF | 15  | 10  | 12 | 13  | 14  | DNF | 17  | 1      |
| 19   | P. Wehrlein   | Manor-Mercedes       | 16  | 13  | 18 | 18  | 16  | 14  | 17  | DNF | 10  | DNF | 19  | 17  | DNF | DNF | 16  | 15  | 22 | 17  | DNF | 15  | 14  | 1      |
| 20   | S. Vandoorne  | McLaren-Honda        |     | 10  |    |     |     |     |     |     |     |     |     |     |     |     |     |     |    |     |     |     |     | 1      |
| 21   | E. Gutiérrez  | Haas-Ferrari         | DNF | DNF | 14 | 17  | 11  | 11  | 13  | 16  | 11  | 16  | 13  | 11  | 12  | 13  | 11  | DNF | 20 | DNF | 19  | DNF | 12  | 0      |
| 22   | M. Ericsson   | Sauber-Ferrari       | DNF | 12  | 16 | 14  | 12  | DNF | 15  | 17  | 15  | DNF | 20  | 18  | DNF | 16  | 17  | 12  | 15 | 14  | 11  | DNF | 15  | 0      |
| 23   | E. Ocon       | Manor-Mercedes       |     |     |    |     |     |     |     |     |     |     |     |     | 16  | 18  | 18  | 16  | 21 | 18  | 21  | 12  | 13  | 0      |
| 24   | R. Haryanto   | Manor-Mercedes       | DNF | 17  | 21 | DNF | 17  | 15  | 19  | 18  | 16  | DNF | 21  | 20  |     |     |     |     |    |     |     |     |     | 0      |

| Legende  | Legende            | Legende                                                          |
| Farbe    | Abkürzung          | Bedeutung                                                        |
| -------- | ------------------ | ---------------------------------------------------------------- |
| Gold     | –                  | Sieg                                                             |
| Silber   | –                  | 2. Platz                                                         |
| Bronze   | –                  | 3. Platz                                                         |
| Grün     | –                  | Platzierung in den Punkten                                       |
| Blau     | –                  | Klassifiziert außerhalb der Punkteränge                          |
| Violett  | DNF                | Rennen nicht beendet (did not finish)                            |
| Violett  | NC                 | nicht klassifiziert (not classified)                             |
| Rot      | DNQ                | nicht qualifiziert (did not qualify)                             |
| Rot      | DNPQ               | in Vorqualifikation gescheitert (did not pre-qualify)            |
| Schwarz  | DSQ                | disqualifiziert (disqualified)                                   |
| Weiß     | DNS                | nicht am Start (did not start)                                   |
| Weiß     | WD                 | zurückgezogen (withdrawn)                                        |
| Hellblau | PO                 | nur am Training teilgenommen (practiced only)                    |
| Hellblau | TD                 | Freitags-Testfahrer (test driver)                                |
| ohne     | DNP                | nicht am Training teilgenommen (did not practice)                |
| ohne     | INJ                | verletzt oder krank (injured)                                    |
| ohne     | EX                 | ausgeschlossen (excluded)                                        |
| ohne     | DNA                | nicht erschienen (did not arrive)                                |
| ohne     | C                  | Rennen abgesagt (cancelled)                                      |
| ohne     | keine WM-Teilnahme |                                                                  |
| sonstige | P/fett             | Pole-Position                                                    |
| sonstige | 1/2/3/4/5/6/7/8    | Punktplatzierung im Sprint-/Qualifikationsrennen                 |
| sonstige | SR/kursiv          | Schnellste Rennrunde                                             |
| sonstige | *                  | nicht im Ziel, aufgrund der zurückgelegten Distanz aber gewertet |
| sonstige | ()                 | Streichresultate                                                 |
| sonstige | unterstrichen      | Führender in der Gesamtwertung                                   |

### Konstrukteurswertung
| Pos. | Konstrukteur         | Nr.   |     |     |    |     |     |     |     |     |     |     |     |     |     |     |     |     |    |     |     |     |     | Punkte |
| 01   | Mercedes             | 44    | 2   | 3   | 7  | 2   | DNF | 1   | 1   | 5   | 1   | 1   | 1   | 1   | 3   | 2   | 3   | DNF | 3  | 1   | 1   | 1   | 1   | 765    |
| 01   | Mercedes             | 6     | 1   | 1   | 1  | 1   | DNF | 7   | 5   | 1   | 4   | 3   | 2   | 4   | 1   | 1   | 1   | 3   | 1  | 2   | 2   | 2   | 2   | 765    |
| 02   | Red Bull-TAG Heuer   | 3     | 4   | 4   | 4  | 11  | 4   | 2   | 7   | 7   | 5   | 4   | 3   | 2   | 2   | 5   | 2   | 1   | 6  | 3   | 3   | 8   | 5   | 468    |
| 02   | Red Bull-TAG Heuer   | 26/33 | DNS | 7   | 3  | 15  | 1   | DNF | 4   | 8   | 2   | 2   | 5   | 3   | 11  | 7   | 6   | 2   | 2  | DNF | 4   | 3   | 4   | 468    |
| 03   | Ferrari              | 5     | 3   | DNS | 2  | DNF | 3   | 4   | 2   | 2   | DNF | 9   | 4   | 5   | 6   | 3   | 5   | DNF | 4  | 4   | 5   | 5   | 3   | 398    |
| 03   | Ferrari              | 7     | DNF | 2   | 5  | 3   | 2   | DNF | 6   | 4   | 3   | 5   | 6   | 6   | 9   | 4   | 4   | 4   | 5  | DNF | 6   | DNF | 6   | 398    |
| 04   | Force India-Mercedes | 27    | 7   | 15  | 15 | DNF | DNF | 6   | 8   | 9   | 19* | 7   | 10  | 7   | 4   | 10  | DNF | 8   | 8  | DNF | 7   | 7   | 7   | 173    |
| 04   | Force India-Mercedes | 11    | 13  | 16  | 11 | 9   | 7   | 3   | 10  | 3   | 17* | 6   | 11  | 10  | 5   | 8   | 8   | 6   | 7  | 8   | 10  | 4   | 8   | 173    |
| 05   | Williams-Mercedes    | 19    | 5   | 8   | 6  | 5   | 8   | 10  | DNF | 10  | 20* | 11  | 18  | DNF | 10  | 9   | 12  | 13  | 9  | 7   | 9   | DNF | 9   | 138    |
| 05   | Williams-Mercedes    | 77    | 8   | 9   | 10 | 4   | 5   | 12  | 3   | 6   | 9   | 14  | 9   | 9   | 8   | 6   | DNF | 5   | 10 | 16  | 8   | 11  | DNF | 138    |
| 06   | McLaren-Honda        | 14/47 | DNF | 10  | 12 | 6   | DNF | 5   | 11  | DNF | 18* | 13  | 7   | 12  | 7   | 14  | 7   | 7   | 16 | 5   | 13  | 10  | 10  | 76     |
| 06   | McLaren-Honda        | 22    | 14  | DNF | 13 | 10  | 9   | 9   | DNF | 11  | 6   | 12  | DNF | 8   | DNF | 12  | DNF | 9   | 18 | 9   | 12  | 16  | DNF | 76     |
| 07   | Toro Rosso-Ferrari   | 33/26 | 10  | 6   | 8  | DNF | 10  | DNF | 12  | DNF | DNF | 10  | 16  | 15  | 14  | DNF | 9   | 14  | 13 | 11  | 18  | 13  | DNF | 63     |
| 07   | Toro Rosso-Ferrari   | 55    | 9   | DNF | 9  | 12  | 6   | 8   | 9   | DNF | 8   | 8   | 8   | 14  | DNF | 15  | 14  | 11  | 17 | 6   | 16  | 6   | DNF | 63     |
| 08   | Haas-Ferrari         | 08    | 6   | 5   | 19 | 8   | DNF | 13  | 14  | 13  | 7   | DNF | 14  | 13  | 13  | 11  | DNS | DNF | 11 | 10  | 20  | DNS | 11  | 29     |
| 08   | Haas-Ferrari         | 21    | DNF | DNF | 14 | 17  | 11  | 11  | 13  | 16  | 11  | 16  | 13  | 11  | 12  | 13  | 11  | DNF | 20 | DNF | 19  | DNF | 12  | 29     |
| 09   | Renault              | 20    | 12  | 11  | 17 | 7   | 15  | DNF | 16  | 14  | 14  | 17* | 15  | 16  | DNF | 17  | 10  | DNF | 14 | 12  | 17  | 14  | DNF | 8      |
| 09   | Renault              | 30    | 11  | DNS | 22 | 13  | 13  | DNF | DNF | 15  | 12  | DNF | 12  | 19  | 15  | DNF | 15  | 10  | 12 | 13  | 14  | DNF | 17  | 8      |
| 10   | Sauber-Ferrari       | 9     | DNF | 12  | 16 | 14  | 12  | DNF | 15  | 17  | 15  | DNF | 20  | 18  | DNF | 16  | 17  | 12  | 15 | 14  | 11  | DNF | 15  | 2      |
| 10   | Sauber-Ferrari       | 12    | 15  | 14  | 20 | 16  | 14  | DNF | 18  | 12  | 13  | 15  | 17  | DNF | 17  | DNF | 13  | DNF | 19 | 15  | 15  | 9   | 16  | 2      |
| 11   | Manor-Mercedes       | 94    | 16  | 13  | 18 | 18  | 16  | 14  | 17  | DNF | 10  | DNF | 19  | 17  | DNF | DNF | 16  | 15  | 22 | 17  | DNF | 15  | 14  | 1      |
| 11   | Manor-Mercedes       | 88/31 | DNF | 17  | 21 | DNF | 17  | 15  | 19  | 18  | 16  | DNF | 21  | 20  | 16  | 18  | 18  | 16  | 21 | 18  | 21  | 12  | 13  | 1      |

| Legende  | Legende            | Legende                                                          |
| Farbe    | Abkürzung          | Bedeutung                                                        |
| -------- | ------------------ | ---------------------------------------------------------------- |
| Gold     | –                  | Sieg                                                             |
| Silber   | –                  | 2. Platz                                                         |
| Bronze   | –                  | 3. Platz                                                         |
| Grün     | –                  | Platzierung in den Punkten                                       |
| Blau     | –                  | Klassifiziert außerhalb der Punkteränge                          |
| Violett  | DNF                | Rennen nicht beendet (did not finish)                            |
| Violett  | NC                 | nicht klassifiziert (not classified)                             |
| Rot      | DNQ                | nicht qualifiziert (did not qualify)                             |
| Rot      | DNPQ               | in Vorqualifikation gescheitert (did not pre-qualify)            |
| Schwarz  | DSQ                | disqualifiziert (disqualified)                                   |
| Weiß     | DNS                | nicht am Start (did not start)                                   |
| Weiß     | WD                 | zurückgezogen (withdrawn)                                        |
| Hellblau | PO                 | nur am Training teilgenommen (practiced only)                    |
| Hellblau | TD                 | Freitags-Testfahrer (test driver)                                |
| ohne     | DNP                | nicht am Training teilgenommen (did not practice)                |
| ohne     | INJ                | verletzt oder krank (injured)                                    |
| ohne     | EX                 | ausgeschlossen (excluded)                                        |
| ohne     | DNA                | nicht erschienen (did not arrive)                                |
| ohne     | C                  | Rennen abgesagt (cancelled)                                      |
| ohne     | keine WM-Teilnahme |                                                                  |
| sonstige | P/fett             | Pole-Position                                                    |
| sonstige | 1/2/3/4/5/6/7/8    | Punktplatzierung im Sprint-/Qualifikationsrennen                 |
| sonstige | SR/kursiv          | Schnellste Rennrunde                                             |
| sonstige | *                  | nicht im Ziel, aufgrund der zurückgelegten Distanz aber gewertet |
| sonstige | ()                 | Streichresultate                                                 |
| sonstige | unterstrichen      | Führender in der Gesamtwertung                                   |